# Судово (Вологодская область)
Судово — деревня в Харовском районе Вологодской области.
Входит в состав Харовского сельского поселения, с точки зрения административно-территориального деления — в Харовский сельсовет.
Расстояние до районного центра Харовска по автодороге — 12 км. Ближайшие населённые пункты — 6 км, Ерихино, Сычево.
По переписи 2002 года население — 4 человека.